# Amstrad PCW
La série des Amstrad PCW (pour Personal Computer Word processor) est une série d'ordinateurs personnels de la société anglaise Amstrad. Chaque micro-ordinateur se voulait être une solution intégrée de bureautique pour la maison et à destination du grand public. Le premier ordinateur de cette série date de 1985.

À l'origine, Alan Michael Sugar voulait simplement une machine à traitement de texte, avec le logiciel en ROM, seulement 128 ko de RAM, un écran A4, mais pour éviter des problèmes d'internationalisation du logiciel et avec le baisse du coût de la mémoire, le premier modèle aura 256 ko de RAM, un système d'exploitation et le traitement de texte sur une disquette. Ce choix en fera un ordinateur à part entière. L'écran A4 (nom de code "Ant") sera abandonné.

## Modèles
Tous ces modèles ont un écran monochrome vert capable d'afficher 90×32 caractères (720×256 - excellent pour l'époque), une imprimante matricielle à 9 aiguilles spécifique (une partie de l’électronique et l'alimentation sont déportées dans l'écran). Leur système d'exploitation était le CP/M+ ou CP/M 3.0, un standard professionnel des micro-ordinateurs de la fin des années 70 et du début des années 80 (lié au processeur Intel 8080 et surtout au Zilog Z80).
- PCW 8256 ou Joyce (1985) - 256 Kio de RAM - 1 lecteur 3" simple face (disquette double face, 2x180 Kio, héritée du CPC - Matsushita EME-155 ou 156[2], "CF2"),

- PCW 8512 ou Joyce Plus (1985) - 512 Kio de RAM et un 2e lecteur 3" double face "quadruple" densité (FD2 - 720 Kio, en option sur le 8256 - Matsushita modèle EME-231, "CF2DD", sous la référence Amstrad FD-2). La "quadruple" densité est en réalité de la double densité sur 80 pistes au lieu de 40 pour les lecteurs précédents.

Nouvelle série avec un look plus moderne, une disposition des touches style PC XT, un écran monochrome noir et blanc (toujours du 90×32 caractères, 720×256) et un port parallèle centronics (pour connecter une imprimante standard), mais le bus système est le même que la série 8000 (donc possibilité d'utiliser les mêmes extensions) :
- PCW 9512 (1987) - une imprimante à marguerite remplace l'imprimante à aiguilles - 1 lecteur 3" de 720 Kio (Matsushita EME-232 - "CF2DD") - Locoscript v2 (incluant LocoSpell et LocoMail).

Ces trois modèles remplacent le PCW 9512 - Le lecteur 3" est remplacé par un lecteur 3"1/2 devenu standard (720 Kio - "MF2DD") - notez que PCW devient PcW :
- PcW 9256 (1991) - Seulement 256 Kio de RAM, le vieux Locoscript v1 (pas assez de RAM pour la v2) et l'imprimante matricielle des PCW 8256 et 8512. Bien qu'il ait toujours un "bus d'extension", la connexion des périphériques des PCW 8000 est très difficile et nécessite de nouveaux pilotes.

- PcW 9512+ (1991) - Identique au PCW 9512 avec 2 choix d'imprimantes : l'imprimante à marguerite ou une imprimante jet d'encre Canon (différentes variantes de Canon BJ10). Ce modèle n'aura pas le succès du reste de la gamme. L'incompatibilité avec le DOS, l'imprimante matricielle dépassée, le CPU trop lent (c'est toujours le Z80a à 4 Mhz) y sont pour beaucoup... De plus, il n'a pas le bus système permettant d'utiliser les extensions de la série 8000 (et du PCW 9512).

- PcW 10 (1993) - il s'agit simplement d'un PcW 9256 avec 512 Kio de RAM, LocoScript v1.5 (alors qu'il pourrait faire tourner la v2 du PCW 9512) et l'imprimante matricielle des PCW série 8000 (avec la même connectique). Quelques évolutions : lecteur de disquette 3"1/2 de 1,44 Mio, prise en charge du format "FAT12 du DOS", retour du port parallèle et le processeur Z80 poussé à 8 Mhz. Il ne sera vendu qu'au Royaume-Uni.

Du fait de l'orientation clairement professionnelle de ces machines, elles n'ont aucune capacité sonore si ce n'est le beeper, ni prise joystick. Cependant, quelques sociétés ont utilisé le port d'extension pour permettre d'y brancher des joysticks, mais pas uniquement : Kempton (qui proposait aussi une souris, tout comme AMX), Spectravision, Cascade ajoutaient une prise Joystick. DK'Tronics proposait même, en plus de la prise Joystick, un processeur sonore avec une puce AY-3-8912 (proche de celle du CPC et des 1er Atari ST). Electric Studio proposait un crayon optique.
À part le processeur, le fameux Zilog Z80a, poussé à 16 Mhz, le dernier modèle ne partage rien avec le reste de la gamme. Ne sera proposé qu'au Royaume-Uni et s'est mal vendu.
- PcW 16 ou Anne (1996) - OS graphique nommé Roseanne (640×480) et une souris - Lecteur 3"1/2 1.44 Mio - Disponible sans imprimante. Il existait un émulateur CP/M nommé ZP/M pour ce nouvel OS.

Comme pour les CPC, c'est Schneider Computer Division (filiale de Schneider Rundfunkwerke AG, créée pour ça) qui distribuera les PCW d'Amstrad en Europe germanophone sous sa propre marque. Les noms Joyce (PCW 8256), Joyce Plus (PCW 8512) et Anne (PCW 9512) sont les noms des modèles utilisés par Schneider (alors que les CPC n'avaient pas été renommés).

## Presse
L'Écho du PCW était une revue mensuelle dédiée aux PCW. Fondée par Gilles Probst, elle fut éditée par Logi'stick de juillet 1986 à août 1990 (42 numéros).